# Constitution de la République arabe sahraouie démocratique
Lire en ligne

Consulter

La constitution du République arabe sahraouie démocratique est la loi fondamentale de la République arabe sahraouie démocratique qui revendique la souveraineté sur le territoire du Sahara occidental lequel n’est pas un État reconnu internationalement. Cette Constitution a été révisée de nombreuses fois par le Conseil national sahraoui, le parlement en exil.

## Sources
- (en) Cet article est partiellement ou en totalité issu de l’article de Wikipédia en anglais intitulé « Constitution of the Sahrawi Arab Democratic Republic » (voir la liste des auteurs).

## Compléments